# Sapouy
Pour le département et la commune urbaine, voir Sapouy (département).
Sapouy est une ville et le chef-lieu du département et la commune urbaine de Sapouy, située dans la province du Ziro et la région du Centre-Ouest au Burkina Faso.

## Géographie
La commune urbaine de Sapouy est une commune urbaine située dans la partie sud du pays. Elle s’étend sur une superficie de 2 087 km2. Le chef-lieu (Sapouy) est distant de 100 km de Ouagadougou et de 137 km du chef lieu de région, Koudougou.
La commune urbaine de Sapouy est limitée :
- à l’ouest par la commune rurale de Cassou (province du Ziro).
- au nord par les communes rurales de Bakata (province du Ziro), Ipelcé et Doulougou (province du Bazèga),
- à l’est par les communes rurales de Toécé (province du Bazèga), Nobéré (province du Zounwéogo) et Guiaro (province du Nahouri) ;
- au sud par les communes rurales de Biéha (province de la Sissili) et Cassou (province du Ziro).

La ville de Sapouy proprement dite est divisée en cinq secteurs.

## Démographie
Au recensement de 2006, l'ensemble administratif de la commune de Sapouy – c'est-à-dire le département constitué de 46 villages – comptait une population totale de 55 968 habitants, soit 8 885 ménages. Avec 39 630 habitants en 1996, elle a connu un taux de croissance annuelle de 3,5 % par an, légèrement supérieur au taux national (3,1 %). On peut donc estimer sa population 2010 à environ 65 000 habitants[réf. nécessaire].
La ville de Sapouy même compte 12 438 habitants en 2006, répartis dans les :
- secteur 1 : 5 882 habitants
- secteur 2 : 1 493 habitants
- secteur 3 : 988 habitants
- secteur 4 : 1 808 habitants
- secteur 5 : 2 267 habitants

| 2003  | 2006   | 2012 |
| ----- | ------ | ---- |
| 6 187 | 12 438 | -    |

## Organisation administrative
Depuis l'entrée en vigueur de la décentralisation, la commune est gérée par un conseil municipal, constitué de deux représentants par village et deux représentants par secteur de Sapouy, soit un total de 102 conseillers. Baouï Nama a été élu maire de Sapouy lors des premières élections en 2000 puis réélu en 2006. À l'issue des élections municipales de décembre 2012, Dominique Nama lui a succédé comme premier magistrat de la commune.

### Évolution du statut administratif
Dans la période pré-coloniale, le chef-lieu de la commune actuelle de Sapouy était l’une des capitales des grandes chefferies gourounsi au sud du Burkina Faso. Elle a été érigée en chef lieu de canton sous la colonisation française vers les années 1870.
Après les indépendances, Sapouy est d’abord subdivision (1965), puis arrondissement (1971) et département (1983). Sa ville chef-lieu a été érigée en chef-lieu de la province du Ziro dans le cadre de la création des quinze nouvelles provinces en 1996, puis en commune depuis 1998 du fait de son statut de chef lieu de province. L'ensemble de la commune urbaine de Sapouy compte de nos jours la ville de Sapouy elle-même et 47 villages administratifs. La ville de Sapouy, le chef-lieu de la commune, est subdivisé en cinq secteurs.

## Économie
Du fait de sa localisation Sapouy est un important centre d'échanges marchands et de commerce. La ville bénéficie également de sa proximité (15 km au sud-ouest) avec le parc national Kaboré-Tambi, attirant ainsi les visiteurs.

## Éducation et santé
La commune de Sapouy dispose de nombreux établissements secondaires et primaires. On y retrouve aussi un collège d'enseignement technique. 
Sapouy accueille un centre médical avec une antenne chirurgicale (CMA).